# Castillo de Molina de Aragón
El castillo de Molina de Aragón, también llamada fortaleza de Molina de los Caballeros, es una fortaleza situada en el municipio español de Molina de Aragón, en la provincia castellano-manchega de Guadalajara. Asentada en la falda del monte que se eleva por encima de la población y el valle del río Gallo. Se encuentra en estado de ruina consolidada, y es posible su visita previa solicitud. Fue declarado Monumento Nacional el 3 de junio de 1931. Bajo la protección de la Declaración genérica del Decreto de 22 de abril de 1949, y la Ley 16/1985 sobre el Patrimonio Histórico Español.

## Historia

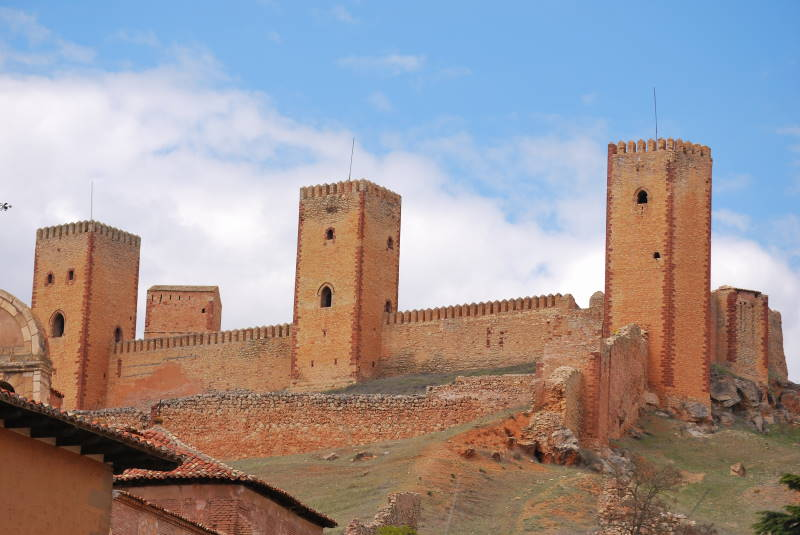
Detalle de las torres

El origen de esta fortaleza se remonta a un alcázar que levantaron los andalusíes sobre un antiguo castro celtibérico entre los siglos X y XI, y en el que situaron su residencia los reyes que gobernaban esta taifa. El historiador árabe Ibn al-Atir habla del «caíd Ibn Galbun» como defensor de Córdoba ante su ataque por parte de Alfonso VII de Castilla. Este caíd Ibn Galbun, evidentemente, se ha relacionado con el Abengalbón del Cantar de mio Cid, de quien se dice que «tiene» a «Molina» y se le describe como amigo y colaborador en empresas bélicas del Cid del Cantar, con el título de «alcaide».
Situado en un lugar estratégico para dominar los caminos entre Aragón y Castilla, fue lugar de disputas, hasta que definitivamente fue arrebatado a los andalusíes por Alfonso I de Aragón en el año 1129, que mandó reconstruirlo, dándole su aspecto actual de castillo románico, y que lo entregó a la familia de los Lara. Desde esta fortaleza los Lara gobernaron en el territorio y la villa de Molina hasta finales del siglo XIII. Luego pasó a ser señorío de los reyes de Castilla, al casarse doña María Lara con Sancho IV de Castilla. Durante casi dos siglos mantuvo cierta independencia de sus señores, y la villa de Molina a medida que fue haciéndose más grande fue más cuidada por sus señores, que fueron añadiendo elementos al castillo, hasta que finalmente la quinta señora, doña Blanca de Molina, acabó de darle el tamaño y el aspecto actual.
En 1875 el castillo fue asaltado por las tropas carlistas del general Vallés. Durante todo el siglo XIX el castillo fue utilizado como cuartel y a principios del siglo XX el castillo fue definitivamente abandonado por los militares.
En 1985, una fotografía del castillo fue portada del disco Songs, del grupo noruego Fra Lippo Lippi. En el año 2005 apareció, invertido horizontalmente, en un sello de correos de la serie larga de castillos españoles.

## Descripción
Es el castillo más grande de los que quedan actualmente en Guadalajara. Situado en una ladera que domina el valle, posee una muralla exterior, con numerosas torres de defensa, que rodea el perímetro y que protege la fortaleza propiamente dicha. El castillo interior llegó a tener ocho torres, de las que se conservan restos de dos y otras cuatro en buen estado. Estas torres están comunicadas por un adarve almenado.
El acceso principal posee un arco de medio punto con una torre a cada lado.

## Plano
|  | 1. Torre y Puerta del Reloj, acceso al recinto exterior. 2. Puerta de Hogalobos. 3. Iglesia de Sta. María del Collado. 4. Puerta de Caballos. 5. Torre de Veladores. 6. Torre de Armas. 7. Torre del homenaje o de Dña. Blanca. 8. Puerta del Campo. 9. Acceso al recinto interior. 10. Torre Cubierta o de los Caballeros. 11. Puerta de la Traición. 12. Marcas de cantero. 13. Otros signos lapidarios. |

La fortaleza dispone de dos recintos: el exterior o albacara de grandes proporciones, 80x40 m., defendido por diversas torres almenadas y el interior, donde se alza el castillo con seis torres, cuatro en buen estado o restauradas.
El recinto exterior dispone de cinco puertas de acceso: 
la de la Traición (11) al norte, la de Caballos (4) al sur, la del Campo (8) al este y las puertas de la Torre del Reloj (1) y Hogalobos (2) al oeste. Además de estas existen otras en la muralla que rodeaba la ciudad medieval, como las de Medinaceli, Baños, Valencia y del Puente.
El acceso al recinto exterior de la fortaleza se efectúa por la puerta de la torre del Reloj (1) y al interior, después de atravesar el patio de armas, por la puerta situada en la torre de Veladores (5) en el lado suroeste del recinto interior; junto a esta se encuentran alineadas la torre central o de las Armas (6) y la torre del homenaje o de doña Blanca (7) en el sureste. 

En la muralla norte se halla la torre Cubierta o de los Caballeros (10).

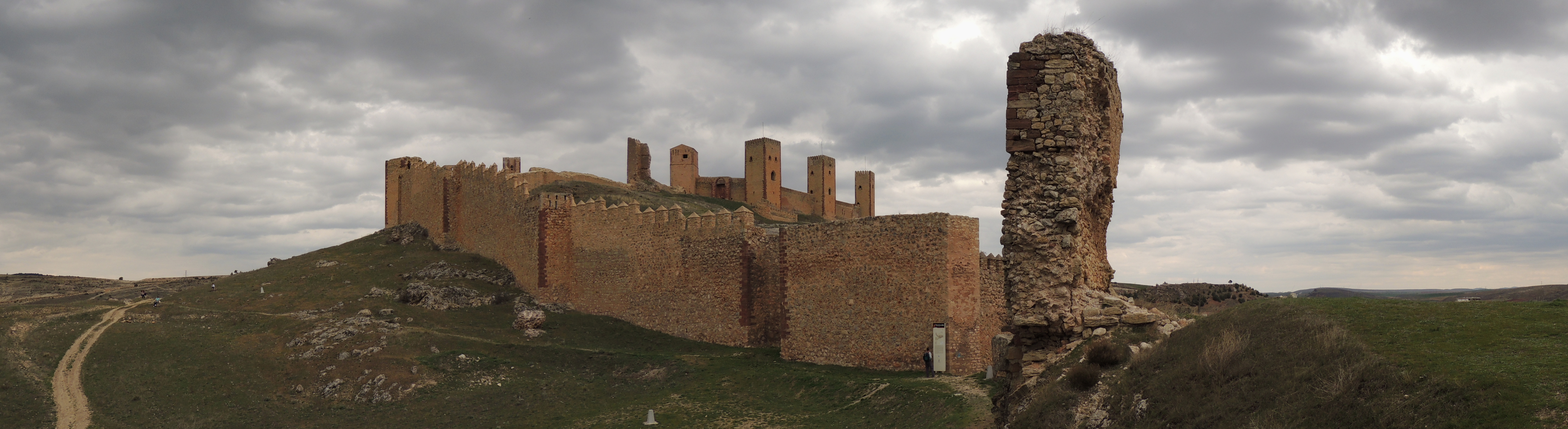
Panorámica desde el Prao de los Judíos

## Marcas de cantero

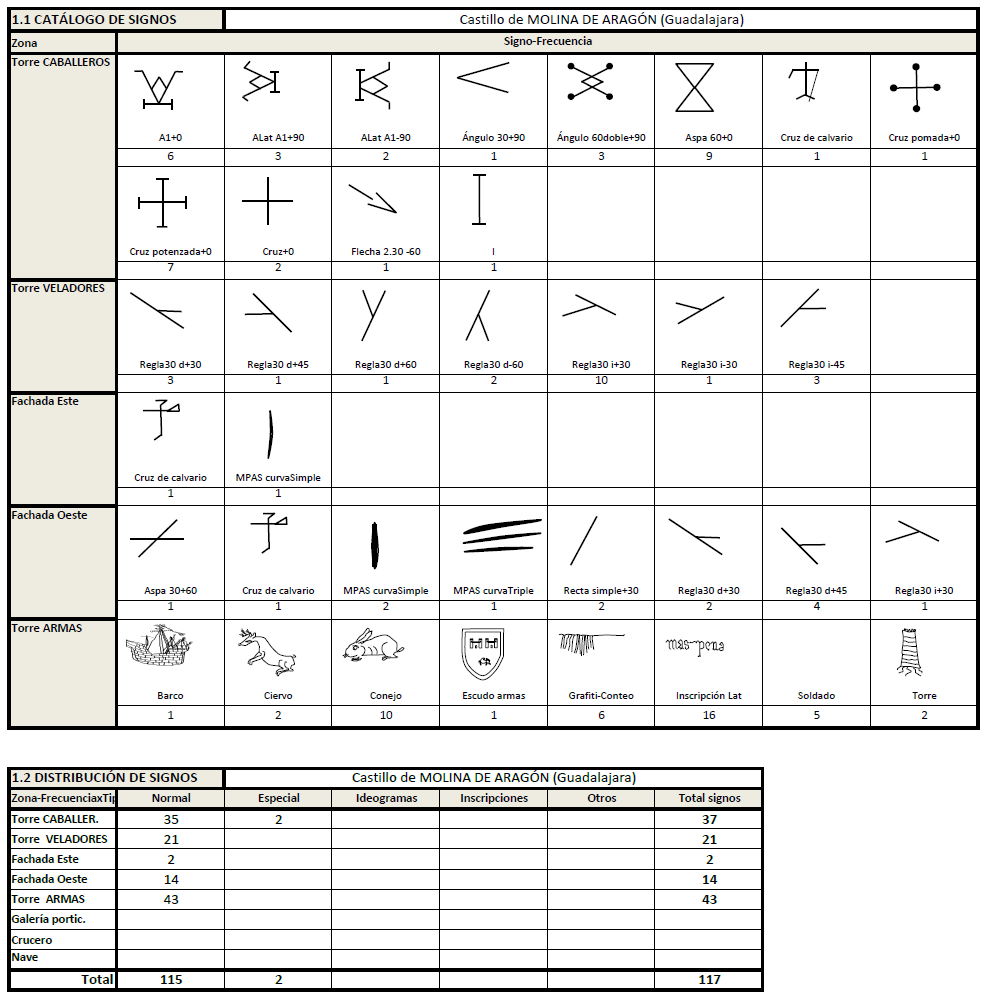
Catálogo de signos lapidarios.
Ver Plano

Se ha verificado la muralla oeste de ambos recintos, identificado 46 'signos' de 16 tipos situados en el exterior del recinto externo y ambos lados del interior: